# Хънтингтън Бийч
Хънтингтън Бийч (на английски: Huntington Beach) е град в окръг Ориндж, Калифорния, Съединените американски щати.

## География
Има население от 189 594 жители (2000) и обща площ от 81,7 км² (31,6 мили²). Плажът в Хънтингтън Бийч е дълъг 14 км (8,5 мили).

## История
Хънтингтън Бийч получава статут на град през 1909 г.

## Личности
- Заки Венджънс (р. 1981), американски музикант
- Синистър Гейтс (р. 1981), американски музикант
- М. Шадоус (р. 1981), американски музикант